# 蘭佩提亞
蘭佩提亞（羅馬化：Lampetía）或稱蘭派蒂（羅馬化：Lampetíē）是希臘神話中的寧芙，赫利俄斯和妮埃拉的女兒，名字意思為光或閃耀，她是光的化身。
蘭佩提亞與其姊妹費蘇莎被母親帶去看守其父的牛羊，蘭佩提亞持銀甕牧羊350隻，費蘇莎持銅杖牧牛350隻。當奧德修斯的手下屠殺當中一些不老不死的牛時，她通知父親。赫利俄斯為之震怒，他請求眾神為他的牲口之死報仇，並威脅說如果這些人不受到懲罰，他就會給冥界帶來陽光。宙斯隨後發出一道閃電和一場暴風雨，殺死了奧德修斯所有部下。
小行星393以她的名字命名。